# Nadiya Olizarenko
Pour les articles homonymes, voir Olizarenko.
Nadiya Fyodorivna Olizarenko (en russe : Надежда Фёдоровна Олизаренко, Nadezhda), née Mushta le 28 novembre 1953 à Briansk (RSFR) et morte le 18 février 2017 à Odessa (Ukraine), est une championne olympique d'athlétisme d'Union soviétique, de nationalité ukrainienne.

## Biographie
À sa première compétition, aux championnats d'Europe en 1978, Nadiya Olizarenko remporta l'argent sur 800 m et en relais 4 × 400 m.
En 1979, lors de l'[Universiade d'été de 1979|Universiade] de Mexico, elle a été la meilleure dans la même distance et remporta la médaille d'or.
Aux Jeux olympiques d'été de Moscou, elle remporta l'or sur 800 m devant ses deux compatriotes Olga Mineyeva et Tatyana Providokhina et la médaille de bronze sur 1 500 m, battue par sa compatriote Tatyana Kazankina et l'est-allemande Christiane Wartenberg. Trois mois après les jeux, elle se maria et se retira en Ukraine.
Elle détient toujours avec ses compatriotes Lyubov Gurina, Lyudmila Borisova et Irina Podyalovskaya le record du monde du relais 4 × 800 mètres en 7 min 50 s 17.
Elle décède le 18 février 2017, des suites de la sclérose latérale amyotrophique.

## Palmarès

### Jeux olympiques
- Jeux olympiques d'été de 1980 à Moscou ( Union soviétique)
  -  Médaille d'or sur 800 m
  -  Médaille de bronze sur 1 500 m

### Championnats d'Europe d'athlétisme
- Championnats d'Europe d'athlétisme de 1978 à Prague ( Tchécoslovaquie)
  -  Médaille d'argent sur 800 m
  -  Médaille d'argent en relais 4 × 400 m
- Championnats d'Europe d'athlétisme de 1986 à Stuttgart
  -  Médaille d'or sur 800 m